# Folke Lundeberg
Folke Olof Lundeberg, född 24 november 1878 i Valbo församling, Gävleborgs län, död 16 mars 1952, var en svensk väg- och vattenbyggnadsingenjör. Han var son till Christian Lundeberg. 
Efter avgångsexamen från Kungliga Tekniska högskolans avdelning för väg- och vattenbyggnadskonst 1901 och aspirantkurs vid Fortifikationen 1901 blev Lundeberg ingenjör vid Stockholms stads byggnadskontor 1902. Han var verksam vid byggandet av Orsa–Härjeådalens Järnväg (OHJ) 1902, var högre distriktschef i mellersta och övre norra väg- och vattenbyggnadsdistriktet 1902–1905, konstruktör vid Stockholms gas- och elektricitetsverks nybyggnad 1905–1908 och arbetschef där 1908–1909. Lundeberg blev löjtnant i Väg- och vattenbyggnadskåren 1907, var fyringenjör hos Lotsstyrelsen 1909–1921, blev kapten 1915, var överfyringenjör och ledamot av Lotsstyrelsen 1921–1939, blev major 1924 och överstelöjtnant 1931. Han var Sveriges ombud vid internationella fyrtekniska konferenserna i London 1929, Paris 1933 och Berlin 1937. Lundeberg är begraven på Norra begravningsplatsen utanför Stockholm.